# Lianovérgi
Lianovérgi är en ort i Grekland.   Den ligger i prefekturen Nomós Imathías och regionen Mellersta Makedonien, i den norra delen av landet, 300 km norr om huvudstaden Aten. Lianovérgi ligger 6 meter över havet och antalet invånare är 1 712.
Terrängen runt Lianovérgi är mycket platt. Runt Lianovérgi är det ganska tätbefolkat, med 56 invånare per kvadratkilometer. Närmaste större samhälle är Alexándreia, 5,5 km väster om Lianovérgi. Trakten runt Lianovérgi består till största delen av jordbruksmark.